# Grégoire V d'Alexandrie
Grégoire V d'Alexandrie est un  patriarche melkite d'Alexandrie de vers 1484  ? à  1486 ? ;

## Contexte
On ne connait que son nom